# 川口朋広
川口 朋広（かわぐち ともひろ、1981年9月24日 - ）は、日本の経営者。スポーツアパレルブランド「ALTIOR」代表。TBS『SASUKE』の有力選手で、SASUKE新世代の1人にも数えられる。『SASUKE2014』ファイナリスト。

## 来歴
東京都世田谷区の家庭に生まれ、幼稚園から私立に通うなど裕福に暮らしていたが、中学校進学後に両親の間に軋轢が生まれ、川口が中学3年生のときに離婚したのを機に素行が荒れ始め、中学卒業から高校入学式までの期間中に仲間内で揉めごとを起こし、入学式の朝に教師が自宅に訪れて退学を告げられた。その後、定時制の高校に通うも、通学に時間を要したため1年で中退し、地元の仲間とのバイクを乗り回しやコンビニに屯する昼夜逆転の生活を送っていた。
当時の仲間の結婚や就職により周囲の環境が変化し始めた最中、当時のアルバイト先で出会った交際相手とデートでお台場に訪れ、『SASUKE』セットの体験型施設「マッスルパーク」（現在は閉園）に挑戦し失敗。以降デートで必ずお台場に行っては必ず挑戦し、その模様をビデオで撮影してもらって研究を続け、通い始めてから10ヶ月で施設内のエリアをすべてクリアした。
2008年の第20回記念大会開催時に初めて応募。「マッスルパーク」でのクリア映像を送って書類審査を通過し、予選会に参加。しかし、同じく出場を目指す周りの肩書きに圧倒され、3回戦で敗退。半年後に開催された第21回大会の本戦出場を懸けたトライアルにも参加。2位通過で本戦出場権を得るも、結果は1st STAGEでリタイア。「本番では会場の雰囲気に呑まれ、押し潰されそうなくらい緊張していました」という。
SASUKE中心の生活が続き、家庭に時間を割けずに妻と離婚し、勤めていた運送会社も退職。無職期間を経て、知り合いの紹介で逗子の海水浴場の海の家に2ヶ月勤務し、コンクリートミキサー車運転手としてドライバー業に復帰。
第27回大会出場後に、再びスタート地点に立つことを夢見る一方で、何かしらのスポーツをやっておこうとクライミングを始めた。没頭する中で、クライミングシューズの履き心地に違和感を抱いたことで、知人から国内生産の製靴工場を紹介され、オリジナルの試作品を完成。その出来の良さから「日本人の足に合う以上は、皆に履いてもらいたい」と思い起業し、2017年12月に「PER-ADRA」の名でブランドを立ち上げ販売を開始。会社のキャッチコピーは「日本人による、日本人のためのクライミングシューズ」。
新事業の開拓により会社の経営も軌道に乗っていた矢先、新型コロナウイルスの蔓延により、製靴工場の稼働およびシューズの生産が停止していた最中で、クライミングジムの開業に向けた準備を進めていた。開業までの準備を最初はワンオペで行っていたが、オープン6日前には、クライミング経験者でSASUKE常連の森本裕介と山本桂太朗に、コースの設置作業を手伝ってもらっていた。
2022年3月19日、2年以上の準備期間を経て、神奈川県横浜市に「PER-ADRA CLIMING GYM YOKOHAMA」をオープン。
同年8月1日、自身のSNSにて7月末日を以て「PER-ADRA」を退社したことを発表した。
2023年、以前勤めていたコンクリートミキサー車の運転会社に復職したことを公表した。
同年9月13日、自身のSNSにてスポーツアパレルブランド「ALTIOR」を立ち上げたことを公表。コンクリートミキサー車ドライバーの仕事を続けつつ、自らが代表としてブランド運営を開始した。
2024年、8月21日放送の『SASUKEワールドカップ2024』にJAPAN Blueとして選出された。

## 人物
身長178cm 体重72kg。握力は68kg。
中学ではサッカー部に所属し、ゴールキーパーのポジションに着く。
SASUKE出場に向けては、3rd対策で少しでも身体を軽くするために、毎回6kgの減量を敢行し66kgまで絞って挑んでいたが、第39回大会では減量を止め、本来の体重でベストなコンディションで挑んだ。
出場資格が得られなかった時期に、彼の実力を知る漆原裕治が、総合演出の乾雅人へ「シミュレーターでいいので見てやってください」と推薦したことを機に再び出場が叶った経緯があり、漆原には「感謝してもしきれない」と語っている。
2020年4月8日放送のTBS『水曜日のダウンタウン』で「どれだけ運動神経が良くても未経験から一発で棒高跳びは不可能説」の検証VTRに、運動神経良い一般人代表で山田勝己・日置将士と共に「チームSASUKE」として出演。一発目が失敗に終わった後、他の挑戦者を含めて誰が一人が成功するまで終われない過酷な条件下で、挑戦時間8時間11分、259回目の跳躍で成功を収めた。
SASUKEの収録前夜はステーキを食べるのがルーティン。

## エピソード
『SASUKE』に出場し始めた頃、山田勝己や川口以外の若手選手が集う食事会に参加し、山田がSASUKEの話をしてくれていたが、尺が長い上に山田が座っている席から遠くて話が聴こえづらかったため、話そっちのけでけん玉を始めたところ、思いの外盛り上がってしまい、それに気付いた山田に怒られた。
第29回大会の予選会で敗退後、漆原の推薦によって大会のシミュレータをアルバイト採用で担当した際、3rd STAGEのクレイジークリフハンガーを成功できなかったが、1年後に選手として出場した第30回記念大会では、一発本番で成功しFINALまで進出した。

## 交友関係
日置将士
日置が『SASUKE』出場前にマッスルパークに通い、エリアをクリアできなかったことを見兼ねた当時の彼女（現在の妻）が、川口や漆原にダイレクトメッセージを送り、後日マッスルパークで対面し、日置にトレーニングやSASUKEの面持ちを語り、以後日置は川口を師匠と慕っている。

漆原裕治
先述の通り、出場資格が得られなかった時期に、漆原が川口をシミュレータに推薦しており、シミュレータを経験した次の大会で再び出場できるようになった。2024年開催の『SASUKEワールドカップ2024』では、漆原と同チームになり、3rdまで進出。リタイア後のインタビューでは漆原に感謝を述べ、後日談のYouTube動画では、これまでの関係性を振り返り「すれ違っていた時期も正直あった」と話している。

菅野仁志
ともにトレーニングするメンバーとして真っ先に名前をあげるなど、最も交友関係の深いSASUKE仲間のひとり。菅野がそりたつ壁を超えられなかった時期に脚力強化のために走り込みを習慣化することを勧めた。また菅野がクレイジークリフハンガーを超えた瞬間をSASUKEの名シーンの不動の一位としてあげている。

山本桂太朗
川口は第34回大会で、3rd STAGE・ウルトラクレイジークリフハンガーでリタイア。このリタイアは川口にとって、クリフ以前まで良好なパフォーマンスで進み、万全な状態でクリフに敗れた。このリタイアを機に、山本に連絡を取り、自分より強い選手とトレーニングをすることで刺激を受け取り、翌大会ではクリフをクリアした。以後、川口は山本を師匠と慕っている。

## SASUKEでの戦歴

### 大会ごとの戦歴

#### 第20回大会〜第24回大会
第20回記念大会の予選に参加するも、3回戦敗退により本戦には出場できず。
第21回に「SASUKEトライアル2008夏」を第2位通過で初出場。同大会では1stのハーフパイプアタックで着地後、バランスを崩して横にコースアウトする形で転落しリタイア（ゼッケン47）。
第22回は再び予選会を突破し出場。そり立つ壁を一発でクリアするも、1stスライダージャンプでネットへの飛び移りで掴み切れずリタイア（ゼッケン78、ダイジェスト）。第23回は欠場。
第24回は1stを16.10秒残しでクリアし同大会最初の突破者に。2ndステージでは、アンステーブルブリッジの着地の際に上半身に重心が残った状態で進もうとしたことが災いし、後方にバランスを崩し落下（ゼッケン47）。2024年時点で2ndリタイアは今大会の1回のみ。

#### 第25回大会〜第29回大会
第25回は1st・サークルスライダーでリタイア（ゼッケン67、全カット）。
第26回は欠場。
第27回は1st・ローリングエスカルゴでリタイア（ゼッケン25、全カット）。
第28回は欠場したが会場には来ていた。
第29回は予選会敗退で本戦出場ならず。

#### 第30回記念大会
前述の漆原の推薦もあって約3年振りに出場し、父親が応援に駆け付けた。1stを約4年6ヵ月ぶりにクリアし、2ndを初体験のバックストリームを攻略しクリア。自身初となる3rdステージでは、ドラムホッパーでバランスを崩す場面が見られたが立て直し、クレイジークリフハンガーとバーティカルリミットを凌駕し、2012年のリニューアル後初、且つ3rd初挑戦でのクリアとなる。ゴールに着いた直後に「行けたよ!」と叫び、後に続く新世代組の仲間達に「行けるってこと証明したから」と涙を見せながら激励の言葉を掛けた。初のFINALステージではスパイダークライムで足が滑り、大幅にタイムロス。綱登りまで辿り着くも、ゴール地点から残り約8mのところでタイムアップ（ゼッケン2967）。本人は「この大会のFINALステージをボーナスステージと捉えて挑んでしまったことが完全制覇を逃した原因です」と翌大会のVTRで振り返っていた。

#### 第31回大会〜第33回大会
第31回は前回の活躍もあってゼッケンは97と大躍進。1stそり立つ壁を1度失敗する場面も見られたが他は磐石のパフォーマンスを見せる。川口の後に挑んだ挑戦者3人が全員そり立つ壁でリタイアしたため、2nd開始時点で殿の挑戦者となったが、ここでも一切無駄の無い動きでクリアし、3rdへと駒を進めた。3rdでは前回クリアしたクレイジークリフハンガーの飛び移りで、右手の位置が合わずまさかのリタイア。競技後のインタビューでは「重かったです、最終競技者は。まだまだそのような器ではなかったということだと思います」と振り返った。
第32回は前回同様、ゼッケン97番で出場。自身の出番前まで長崎峻侑を除く大半の新世代組が1stリタイアの絶望的状況の中、ターザンロープで少し危ない場面があったものの、20.65秒残しでクリア選手中2位のタイムを残す。インタビューでは、「散っていった仲間達の分まで頑張りたいです。本当は皆で一緒に次のステージに行きたかったです」と言葉を詰まらせながら語った。続く2ndでは挑戦前の7人全員がクリアした中での最後の挑戦者となり、クリアを成し遂げるも、ウォールリフティングの3枚目を足に落として足の甲を負傷するアクシデントに見舞われ、3rdでは途中降雨に見舞われ、第2エリアのフライングバーでは、バーを乗せる皿にタオルをかぶせる応急措置を取られた。しかし、身体を振った反動で濡れたバーが前後に動き、それが災いして前に飛ぶ距離が足りず、1回目の飛び移りに失敗しバーごと落水した。放送後、自身のInstagramにて、雨の中での挑戦について「何も不満はありません」と語っている。
第33回は自身初のゼッケン99番で出場。1stではダプルペンダラムで、あまり反動をつけずに一度の勢いで飛び移ろうとした結果、サンドバッグからずり落ちてしまい、5年半ぶりの1stリタイアを喫した。本人も「過信をしていました、前の大会で1回で行けていたので。距離感は合っているようには見えたのですが…」と語り、本人も想定外のリタイアであったことを明かした。解説を務めた長野誠からは「そんなに慌てなくても時間はあるので、もう一回くらいは振った方がよかったんですけどね。あんなバカなことするなって言いたいんですけどね⋯悔しいです本当に」と苦言を呈されていた。

#### 第34回大会〜第36回大会
第34回ではゼッケン98番で出場。1stでは前回失敗したダブルペンダラムを突破し14.95秒残しでクリア。2ndも突破し2大会ぶりの3rd進出。しかし、川口のスタート前に小雨が降り始め一時中断。雨は止み、セットに屋根をかける措置を取ったうえでスタート。ウルトラクレイジークリフハンガーまで辿り着き、1本目から2本目の飛び移りには成功したものの、3本目への飛び移りで突起を掴み切れず落下となった。
第35回は自身2度目のゼッケン99番で出場。この回から起業したクライミングシューズメーカーのTシャツを来て挑むようになった。1stをクリアした際にはそのTシャツを指を指してアピールするジェスチャーを行うようになった。2ndではバックストリームで水を飲んで流されてしまい、一時は前に進むのを止め諦めかけるも、日置に「諦めんなよ! 行け!」と檄を飛ばされ再度奮起し、残り0.18秒でギリギリのクリア。クリア後には上述の日置から「バカヤロー!」「あいつ諦めそうになってた」と苦言を呈されていた。3rdでは前回リタイアしたウルトラクレイジークリフハンガーをクリアするも、バーティカルリミットの1段目から2段目に移動する際に掴み損ね落下。
第36回もゼッケン99番で出場。1st・2ndともに目立ったパフォーマンスこそないものの手堅く突破した。3rdではサイドワインダーで爪が割れてしまうアクシデントが発生。その後プラネットブリッジを超えるも、ウルトラクレイジークリフハンガーの1回目の跳躍で同大会唯一の落下となった。

#### 第37回大会～第41回大会
第37回も前回同様ゼッケン99番で登場。1stでタックルまでは順調なペースで進んできたものの、極度の緊張により酸欠を起こし、そり立つ壁で足が動かずタイムアップ。4大会ぶりの1stステージリタイアとなる。
第38回はゼッケン96番で出場。前回大会のそり立つ壁でのリタイアを受け、脚力を強化して挑みんだが、またしてもそり立つ壁を登ることができずにタイムアップ。競技後のインタビューでは、「今まで見たそり立つ壁の中で一番高く見えました」と語った。放送後、自身のYouTubeにアップロードした動画の中では、「そり立つ壁を見た瞬間に前回の悪い記憶がフラッシュバックのように蘇ってきてしまいました」とも話し、初めて完全制覇以外での引退を検討していることも明らかにした。
第39回は5大会ぶりにゼッケン98番で登場。直近2大会連続でのそり立つ壁リタイアを受け、山田勝己から減量をやめるように言われたのを機に、3rdステージの自重エリア対策として毎回敢行してきた減量を一切行わずに挑んだが、降雨の悪条件もあり、トラウマを拭い去る事ができず2連そり立つ壁の2つ目を登れずにタイムアップ。3大会連続そり立つ壁系列エリアでのリタイアを喫した。
第40回はゼッケン3993番で登場。先述の通り、前回大会終了後の2022年3月にクライミングジムをオープンさせたが、経営方針の違いから7月末日を以てPER-ADRAを退社し、無職での挑戦となった。1stでは2連そり立つ壁の2つ目で1度失敗するも、2度目で掴み3.64秒残しで4大会ぶりに1stをクリア。嬉しさのあまり、そり立つ壁の頂上で男泣きした。クリア後のインタビューでは、「皆の前では強がってるけど、やっぱり怖くて」と直近3大会でのリタイアに対する心境を吐露しつつも、2度目のそり立つ壁挑戦時の心境を問われ、「また同じ思いをしていいのかと自分に問いかけて、絶対に負けないという気持ちで走りました」と締め括った。4大会ぶりの挑戦となる2ndでは0.09秒残しで薄氷のクリア。3rdでは初挑戦のスイングエッジで、2→3個目への飛び移りで完全に突起を掴みきれずリタイア。放送後、自身のInstagramで、「今までで一番楽しい3rdステージの挑戦でした」と語った。
第41回は大会前に以前の職場であったコンクリートミキサー車運転手に復職。ゼッケンは91番、さらにコンクリートミキサー車運転手と兼任する形で、大会前に自身が立ち上げたスポーツブランド「ALTIOR」社長の肩書きで挑戦。1stステージ新エリアのツインダイヤまでは危なげなくクリアするが、過去一度もリタイア経験のないドラゴングライダーで1本目のバーを掴み損ねてリタイア。本人曰く、練習を含めて失敗したのは今回が初めてであったようで、「練習では数百回やっても失敗していないが、その一度の失敗が本番に出てしまったんですかね。」と語り、周囲も本人も全く想定外のリタイアであった事を明かした。川口がそり立つ壁より前のエリアでリタイアしたのは、第33回大会以来となった。

#### SASUKEワールドカップ2024
JAPAN Blueの5番で出場。1stはヒート内2位となる91秒42のタイムでクリア。第41回大会で不覚を取ったドラゴングライダーを順手・順手で掴む方式に変更したことが功を奏す結果となった。2ndのスパイダークライムは他チームとのタイム差を踏まえ慎重に登り15秒43でクリア。3rdはスイングエッジで2回目の逆手→逆手の飛び移りの際に振り上げ過ぎたことが原因で最後の振り子に自身の足が当たり振り子が動いてしまうというハプニングの中難なく突破し、第36回大会以来5年半ぶりにクリフへと到達するも、2度目の飛び移りに失敗しリタイア。全ステージ通してチームのスコアに大きく貢献する形となった。

#### 第42回大会
第42回は大会前に胃がんを発症した父・杉男氏への思いも背負い、ゼッケン96番で出場。1stは危なげないパフォーマンスで12秒57残しでクリア。2ndは雨の中挑戦。スパイダードロップを経由せずスパイダーランから飛び降りる荒業を見せつつ、6秒79残しでクリア。3rdはリニューアルされたスイングエッジの順手→逆手の飛び移りには成功するも、逆手→逆手の飛び移り時に左手側の突起を掴むことができず落水。父にクリフを見せるという目標が叶わず、インタビューでは悔しみを吐露した。

### 大会別成績
| 大会       | ゼッケン | STAGE | 記録                             | 備考                       |
| ---------- | -------- | ----- | -------------------------------- | -------------------------- |
| 第21回大会 | 47       | 1st   | ハーフパイプアタック             | 着地後コースアウト         |
| 第22回大会 | 78       | 1st   | スライダージャンプ               | 飛び移り失敗               |
| 第24回大会 | 47       | 2nd   | アンステーブルブリッジ           | 着地失敗                   |
| 第25回大会 | 67       | 1st   | サークルスライダー               | 全カット、サークルを掴めず |
| 第27回大会 | 25       | 1st   | ローリングエスカルゴ             | 全カット                   |
| 第30回大会 | 2967     | FINAL | 綱登り                           | 残り約8m                   |
| 第31回大会 | 97       | 3rd   | クレイジークリフハンガー         | 3→4本目                    |
| 第32回大会 | 97       | 3rd   | フライングバー                   | 1回目の飛び移り            |
| 第33回大会 | 99       | 1st   | ダプルペンダラム                 | サンドバッグから落下       |
| 第34回大会 | 98       | 3rd   | ウルトラクレイジークリフハンガー | 2→3本目                    |
| 第35回大会 | 99       | 3rd   | バーティカルリミット改           | 1→2枚目                    |
| 第36回大会 | 99       | 3rd   | ウルトラクレイジークリフハンガー | 1→2枚目                    |
| 第37回大会 | 99       | 1st   | そり立つ壁                       | タイムアップ               |
| 第38回大会 | 96       | 1st   | そり立つ壁                       | タイムアップ               |
| 第39回大会 | 98       | 1st   | 2連そり立つ壁                    | 2つ目の壁、タイムアップ    |
| 第40回大会 | 3993     | 3rd   | スイングエッジ                   | 2→3個目                    |
| 第41回大会 | 91       | 1st   | ドラゴングライダー               | 1本目のバーを掴み損ね落下  |
| 第42回大会 | 96       | 3rd   | スイングエッジ                   | 2→3個目                    |

### 通算成績
| 出場数 | 2nd進出 | 3rd進出 | FINAL進出 | 完全制覇 | 最優秀成績 |
| ------ | ------- | ------- | --------- | -------- | ---------- |
| 18回   | 9回     | 8回     | 1回       | 0回      | 0回        |

- 2024年 第42回大会終了時点

### SASUKEワールドカップ
2024
| チーム     | 背番号 | STAGE | 出順            | 記録                 | 備考    | ポイント |
| ---------- | ------ | ----- | --------------- | -------------------- | ------- | -------- |
| JAPAN Blue | 5      | 1st   | 第4ヒート-4番目 | クリア               | 91.42秒 | 60pt     |
| JAPAN Blue | 5      | 2nd   | 5番目           | クリア               | 15.43秒 |          |
| JAPAN Blue | 5      | 3rd   | 第3ヒート-1番目 | クリフディメンション | 2→3本目 | 90pt     |

### テーマ曲
専用のBGMがテーマソングとして存在する。
| 曲名           | 出典                      | 初使用回 | 備考                    |
| -------------- | ------------------------- | -------- | ----------------------- |
| El Dorado      | Two Steps from Hellの楽曲 | 30回     |                         |
| 立body機motion | 進撃の巨人                | 30回     | 3rd Stage専用のテーマ曲 |

## 世界の大会出場歴
- 2015年、ラスベガスで行われた『American Ninja warriorのUSA vs The World』に日本代表として出場。
- 2017年、インドネシアで行われた『SASUKE NINJA WARRIOR INDONESIA』に日本代表として出場。
- 2019年、ドイツで行われた『Ninja Warrior Germany 4 nations Special』に日本代表として出場。
- 2024年、日本で開催された『SASUKEワールドカップ2024』にJapan Blueとして背番号5をつけて出場した。

## 本大会以外の出来事
- 2022年8月8～14日、東京・丸の内で開催された「丸の内スポーツフェス」SASUKE体験会に参加した。
- 同年12月に赤坂サカスで開催された「SASUKE体験会」に出演した[6]。
- 2023年7月30日、赤坂サカスで開催された「夏SASUKE2023」に出演。タイムレースで14.73秒を記録した[動画 14]。

## 出演
- SASUKE（TBS）
- KUNOICHI（TBS）- 大嶋あやのの応援で会場に足を運んだ。
- 水曜日のダウンタウン（2019年4月10日、2020年4月8日、TBS）
- オールスター感謝祭（TBS）
- ラヴィット!（TBS）